# Berjosowo (Kaliningrad)
Berjosowo (russisch Берёзово, deutsch ab 1902: Schönbaum, Kreis Friedland, 1928–1947 Schönbaum, (Kreis Bartenstein)) ist ein Ort in der russischen Oblast Kaliningrad und gehört zur Prawdinskoje gorodskoje posselenije (Stadtgemeinde Prawdinsk) im Rajon Prawdinsk.

## Geographische Lage
Berjosowo liegt östlich von Prawdinsk an einer Nebenstraße, die Kurortnoje (Wohnsdorf) an der russischen Fernstraße R 514 (ehemalige deutsche Reichsstraße 142) mit Rasswet (Schönwalde) und mit Sewskoje (Böttchersdorf) an der Fernstraße A 196 (früher Reichsstraße 131) verbindet. Eine Bahnanbindung besteht nicht.

## Geschichte
Die vor 1945 Schönbaum genannte Gemeinde setzte sich ursprünglich aus vier verschiedenen Einzelkommunen zusammen. So bildeten die Landgemeinden Adlig Schönbaum und Königlich Schönbaum sowie der Gutsbezirk Groß Schönbaum mit anderen kommunalen Einheiten am 11. Juni 1874 den neu errichteten Amtsbezirk Schönwalde (russisch: Rasswet, heute nicht mehr existent), in den sich im Oktober 1874 auch der aus dem bisherigen Vorwerk gebildete Gutsbezirk Klein Schönbaum eingliederte. Bis 1927 gehörten die vier Schönbaum-Orte zum Landkreis Friedland, danach zum Landkreis Bartenstein (Ostpr.) im Regierungsbezirk Königsberg der preußischen Provinz Ostpreußen.
Am 22. Dezember 1897 wurde der Gutsbezirk Groß Schönbaum in Königstann umbenannt. Adlig Schönbaum hatte 1895 60 Einwohner, in Königlich Schönbaum lebten 1895 103 Menschen, und beide schlossen sich am 3. Februar 1902 zur neuen Landgemeinde Schönbaum zusammen. Im gleichen Jahr wurde der Gutsbezirk Klein Schönbaum in Gutsbezirk Schönbaum umbenannt, so dass ab dann die Landgemeinde und der Gutsbezirk gleichen Namens (und außerdem Königstann) nebeneinander existierten.
Am 30. September 1928 endlich schlossen sich die Landgemeinde Schönbaum und die Gutsbezirke Königstann und Schönbaum zur neuen Landgemeinde Schönbaum zusammen, die bis 1945 bestand und in der 1933 254 und 1939 245 Einwohner registriert waren.
Infolge des Zweiten Weltkrieges kam Schönbaum mit dem nördlichen Ostpreußen zur Sowjetunion und erhielt 1947 die Bezeichnung Berjosowo. Der bisherige Gemeindeteil Königstann wurde verselbständigt und erhielt 1950 (zusammen mit Klein Neumühl) den Namen Selzy, ist heute aber nicht mehr existent. Sowohl Berjosowo als auch Selzy waren bis zum Jahre 2009 in den Druschbinski sowjet (Dorfsowjet Druschba) eingegliedert. Danach kam Berjosowo aufgrund einer Struktur- und Verwaltungsreform als „Siedlung“ (russisch: possjolok) eingestufte Ortschaft zur Prawdinskoje gorodskoje posselenije (Stadtgemeinde Prawdinsk) im Rajon Prawdinsk.

## Kirche
Wegen seiner mehrheitlich evangelischen Bevölkerung war Schönbaum (mit dem Ortsteil Königstann) vor 1945 in das Kirchspiel Auglitten-Schönwalde eingepfarrt, das zum Kirchenkreis Friedland, danach zum Kirchenkreis Bartenstein, in der Kirchenprovinz Ostpreußen der Kirche der Altpreußischen Union gehörte.
Heute liegt Berjosowo im Einzugsbereich der evangelischen Gemeinde in Druschba, die eine Filialgemeinde der Auferstehungskirche in Kaliningrad (Königsberg) ist. Sie ist Teil der Propstei Kaliningrad der Evangelisch-Lutherischen Kirche Europäisches Russland (ELKER).